# RS-438
Pour les articles homonymes, voir Route 438.
La RS 438 est une route locale du Nord-Est de l'État du Rio Grande do Sul reliant la municipalité de São Jorge à l'embranchement avec la RS-324, sur le territoire de Paraí. Elle dessert ces deux seules communes, et est longue de 24 km. Elle n'est asphaltée qu'à partir de Paraí.